# Monumentul "Glorie ostașului român" din Cluj-Napoca

Monumentul „Glorie Ostașului Român” din Cluj-Napoca

Monumentul Glorie Ostașului Român din Cluj-Napoca este amplasat în Piața Avram Iancu (în spatele Catedralei Ortodoxe), pe locul unde în trecut a existat "monumentul tanchiștilor sovietici" și este închinat memoriei celor care s-au jertfit pentru apărarea patriei. A fost creat de către sculptorul Radu Aftene și a fost dezvelit în anul 1996.